# Phenoperidine
Phenoperidine  (Operidine hoặc Lealgin), là thuốc giảm đau opioid có cấu trúc liên quan đến pethidine và được sử dụng lâm sàng như một loại thuốc gây mê toàn thân.

## Sử dụng y tế
Phenoperidine là thuốc giảm đau opioid - thuốc giảm đau gây nghiện.

## Dược lý
Nó là một dẫn xuất của axit isonipecotic, như pethidine, và được chuyển hóa một phần thành norpethidine. Đó là phạm vi hiệu lực là do phương pháp ăn. Con số mạnh gấp 20-80 lần so với pethidine như thuốc giảm đau. Hiệu lực tăng đáng kể về cơ bản giúp loại bỏ các tác động độc hại của tích lũy norpethidine được thấy khi dùng pethidine với liều lượng cao hoặc trong thời gian dài.

## Lịch sử và Tổng hợp
Phenoperidine lần đầu tiên được tổng hợp vào năm 1957 bởi Paul Janssen, của công ty có tên là Janssen Pharmaceutica, người đang tìm kiếm thuốc giảm đau opioid tốt hơn. Hai loại thuốc nguyên mẫu của ông là methadone và pethidine, từng được phát minh vào những năm 1930 bởi Otto Eisleb, người làm việc cho IG Farben. Công việc ban đầu của ông bắt đầu với methadone mang lại dextromoramide vào năm 1954. Janssen sau đó đã chuyển sang chế tạo các chất tương tự pethidine, một phần là do hóa học ít phức tạp hơn của hợp chất. Trong những chuyến thám hiểm của mình, ông đã thay thế nhóm methyl gắn với nitơ pethidine bằng nhóm propiophenone và điều này mang lại phenoperidine vào năm 1957. Phenoperidine được xác định là đã giảm độ ổn định và tăng cường lipophil so với pethidine. Ngay sau đó, các nghiên cứu trên chuột cho thấy phenoperidine mạnh hơn pethidine hơn 100 lần.
Năm 1958, cùng một dòng công việc đã mang lại một trong những tiến bộ lớn nhất của tâm thần học thế kỷ 20 ", haloperidol, cũng như diphenoxylate, không có đặc tính giảm đau của opioid nhưng vẫn ngừng nhu động trong ruột, một tác dụng phụ điển hình trong ruột của opioids, Janssen đã đưa diphenoxylate ra thị trường như một loại thuốc để điều trị tiêu chảy. :124 Và thông qua những tiến bộ hơn nữa, Janssen đã tạo ra fentanyl vào năm 1960, được chứng minh là mạnh hơn gấp mười lần so với phenoperidine.

## Sử dụng lịch sử
Năm 1959, sự kết hợp của phenoperidine và haloperidol lần đầu tiên được sử dụng ở châu Âu trong gây mê để gây ra một trạng thái không đau, tách rời được gọi là giảm đau thần kinh; việc sử dụng hỗn hợp đó đã bùng nổ vào đầu những năm 1960 nhưng đã bị qua mặt bởi sự kết hợp của fentanyl và droperidol, được sử dụng rộng rãi trong suốt những năm 1980. Những phương pháp kết hợp này đã không được áp dụng ở Mỹ. :644

## Quy định
Năm 1961, phenoperidine đã được bổ sung vào Công ước 1931 về việc hạn chế sản xuất và điều chỉnh việc phân phối thuốc ma túy của Tổ chức Y tế thế giới thông qua Công ước duy nhất về ma túy.
Ở Mỹ, nó được phân loại là thuốc phiện 1 và được phân loại là chất được kiểm soát bởi Cơ quan Quản lý Thực thi Ma túy (DEA) với mã tương ứng 9641.